# 藤原家成
藤原 家成（ふじわら の いえなり）は、平安時代末期の公家。参議・藤原家保の三男。官位は正二位・中納言。中御門を号す。

## 生涯
藤原北家魚名流の出身で、鳥羽院政期において、鳥羽上皇の第一の寵臣として活躍する。中央においては、従妹にあたる美福門院とともに国政の中枢部に深く関わり、また諸国においては数多くの荘園を形成して、経済的にも目ざましい躍進を遂げた。長承元年9月24日（1132年11月3日）、上皇が宇治に御幸して平等院の経蔵を見物した際、藤原忠実は他人を絶対に入れない方針を破り、家成を特別に経蔵の中に入れた。長承3年（1134年）、家成はこの経蔵を参考にして鳥羽殿に勝光明院と宝蔵を造営する。
藤原忠実は家成と協調的な態度を取っていたが、子の頼長は家成を「天下無双の幸人なり」と評して、その勢威に警戒感を示した。天養2年（1145年）2月25日、家成は義弟・源雅通と娘婿・藤原公親を前駆として比叡山に登ったが、頼長は清華家（英雄家）出身の雅通・公親が諸大夫出身の家成の前駆を勤めたことを、「永く英雄の名を失う」と非難している。
こうしたことを背景に、仁平元年（1151年）、従者同士の諍いを口実にした頼長に邸宅を襲撃され、散々に破壊されるという災難を蒙っている。この頼長の性急かつ短絡的行動は鳥羽法皇の激怒を買い、頼長の失脚とそれにつながる保元の乱勃発の伏線となった。
仁平4年（1154年）、飲水病（糖尿病）の悪化により死去した。生前、現在の京都市東山区鷲尾町に山荘兼寺院を建立し、死後はそこに葬られた。また子孫は羽林家の一つ四条家・山科家として繁栄した。

## 人物
- 父である藤原家保は白河法皇の側近であったが、家成は鳥羽法皇の引立てを受けてその白河法皇側近の排除に協力した結果、嫡流としての地位を得た。家成は失脚した父の権益を継承したのに対し、長兄の顕保は家成に昇進を妨害されて播磨守で没し、他の兄弟も保元の乱で崇徳上皇に近い立場を取って没落する事になる。なお、家成が白河法皇崩御の翌月には鳥羽殿の預に任じられており（『長秋記』大治4年（1129年）8月4日条）、この時には既に鳥羽上皇の側近としての地位を固めていた[4]。
- 平忠盛・清盛父子との親交が深く、若年期の清盛は家成の邸宅に頻繁に出入りしていたと伝えられる。清盛の長男・重盛が正室に家成の娘を迎えたのを筆頭に、両家の間には何重にも姻戚関係が結ばれるに至っている。忠盛の正室（清盛の継母）池禅尼は従姉にあたる。
- 勅撰歌人として、『詞花和歌集』（2首）・『続拾遺和歌集』（1首）に作品が入集している[5]。

## 官歴
- 保安2年正月24日（1121年2月13日）：中宮権少進
- 保安3年（1122年）
  - 正月13日（2月21日）：蔵人
  - 正月23日（3月3日）：左近衛将監
  - 5月25日（6月30日）：従五位下
- 天治2年正月28日（1125年3月4日）：若狭守（鳥羽上皇院分）。左兵衛権佐兼任
- 天治3年正月2日（1126年1月26日）：従五位上（鳥羽上皇御給）
- 大治2年正月19日（1127年3月13日）：加賀守（鳥羽上皇院分）
- 大治3年正月14日（1128年2月16日）：従四位下（鳥羽上皇御給）
- 大治4年（1129年）
  - 正月20日（2月10日）：従四位上（鳥羽上皇御給）
  - 10月9日（11月22日）：正四位下
  - 10月13日（11月26日）：左馬頭
  - 12月26日（1130年2月6日）：讃岐守
- 大治5年（1130年）
  - 4月21日（6月4日）：昇殿
  - 10月27日（11月29日）：播磨守
- 長承3年2月22日（1134年2月27日）：左京大夫兼任
- 長承4年正月2日（1135年2月16日）：正四位上
- 保延2年（1136年）
  - 10月15日（11月10日）：従三位（法金剛院御塔の供養、鳥羽上皇御給）。左京大夫如元
  - 11月4日（11月29日）：右兵衛督。左京大夫を辞任
  - 12月21日（1137年1月14日）：皇后宮権大夫
- 保延3年10月6日（1137年11月20日）：参議に補任。皇后宮権大夫・右兵衛督如元
- 保延4年11月17日（1138年12月20日）：権中納言。皇后宮権大夫・右兵衛督如元
- 保延5年（1139年）
  - 7月28日（8月24日）：皇后宮権大夫を辞任（院号宣下による）
  - 8月17日（9月11日）：春宮権大夫
- 保延7年（1141年）
  - 正月29日（3月9日）：右衛門督
  - 改元して永治元年12月7日（1142年1月5日）：春宮権大夫を辞任
  - 12月26日（1月24日）：正三位（石清水・賀茂の行幸、行事）
- 康治2年正月3日（1143年1月20日）：従二位（鳥羽法皇御給）
- 久安3年8月11日（1147年9月7日）：正二位（鳥羽九体阿弥陀堂の供養、行幸）
- 久安5年7月28日（1149年9月1日）：中納言。右衛門督如元
- 久安6年8月30日（1150年9月22日）：左衛門督
- 仁平2年正月29日（1152年3月7日）：左衛門督を辞任
- 仁平4年5月7日（1154年6月19日）：出家（病のため）

## 系譜
- 父：藤原家保
- 母：藤原宗子（藤原隆宗の女） - 堀河天皇の典侍、後に崇徳天皇の乳母
- 妻：高階宗章の女
  - 長男：藤原隆季（1127年 - 1185年） - 子孫は四条家
  - 男子：藤原家明（1128年 - 1172年）
- 妻：藤原経忠の女
  - 男子：藤原成親（1138年 - 1177年）
  - 男子：藤原家教
  - 男子：藤原盛頼 - 藤原俊成女の実父
  - 六男：藤原実教（1150年 - 1227年） - 子孫は山科家
- 妻：綾大領貞宣の女
  - 男子：藤太夫章隆-讃州藤家（羽床氏や香西氏など）の始祖
- 生母不明
  - 男子：仁性
  - 男子：成真 - または藤原教成の子
  - 女子：藤原忠雅室（?-1199）
  - 女子：源定房室（?-1212）
  - 女子：藤原公親室
  - 女子：三条実長室
  - 女子：滋野井実国室（?-1173）
  - 女子：源雅頼室
  - 女子：藤原重家室
  - 女子：藤原経子 - 平重盛室
  - 女子：藤原信頼室
  - 女子：源資賢室
- 養子女
  - 猶子：藤原師光（西光）（? - 1177年） - 実は麻植為光の子

## 関連作品
- 2012年大河ドラマ 平清盛（演：佐藤二朗）